# Letnjaja pojezdka k morju
Letnjaja pojezdka k morju (russisk: Летняя поездка к морю) er en sovjetisk spillefilm fra 1978 af Semjon Aranovitj.

## Medvirkende
- Nikolaj Skorobogatov som Petrovitj
- Anatolij Gorin
- Igor Fokin som Ivan Voinov
- Aleksandr Kurennoj som Miron
- Andrej Zotov som Boris Zjbankov